# Vulvodynie
Vulvodynie is een verzamelbegrip dat verwijst naar chronische pijn en/of branderig gevoel van de vulva waarbij welbevinden (sterk) verminderd is. Doorgaans zijn er geen andere verschijnselen dan roodheid van de schedevoorhof waar te nemen. In sommige gevallen kan het zich manifesteren in extreme pijn.
Hoewel de exacte oorzaak niet bekend is wordt toch aangenomen dat bepaalde factoren als erfelijkheid, dieet en immuniteitsstoornissen een rol spelen. 
Van vulvodynie wordt gesproken als geen directe andere oorzaak te achterhalen valt. Uit te sluiten aandoeningen zijn onder meer:
- infecties: candidiasis, herpesvirussen, HPV;
- ontstekingen: lichen planus, lichen sclerosus;
- nieuwvormingen: extramammaire paget, vulvakanker;
- neurologische problemen: neuralgie als gevolg van herpes;

Het meest voorkomend type (10-15%), vooral bij jonge vrouwen, van vulvodynie is vulvaire vestibulitis (syndroom) of focale vulvitis, een ontsteking van de schedevoorhof.